# سفارة فرنسا في مصر
سفارة فرنسا في مصر هي أرفع تمثيل دبلوماسي لدولة فرنسا لدى مصر. تقع السفارة في مدينة الجيزة وهي تهدف لتعزيز المصالح الفرنسية في مصر.

## وصلات خارجية
- الموقع الرسمي
- قائمة سفارات فرنسا
- قائمة السفارات في مصر